# Aota Sho
Sho Aota (sinh ngày 13 tháng 11 năm 1986) là một cầu thủ bóng đá người Nhật Bản.

## Sự nghiệp câu lạc bộ
Sho Aota đã từng chơi cho YSCC Yokohama.